# فندق لانزبوره
فندق لانزبوره هو فندق ذو خمس نجوم يقع عند الـ «هايد بارك كورنر»، بين منطقتي البكدلّي ونايتس بريدج، في العاصمة البريطانية لندن.
تطل بعض غرف الفندق على قصر «باكنجهام بالاس». وقد أعيد تأثيثه وتحديثه ليكون بحلته الجميلة التي كان عليها عند افتتاحه عام 1830 م.